# Myxobolus cerebralis
Myxosoma cerebralis — паразит лососевих риб, що належить до класу міксоспоридій, викликає міксозомоз, або вертячку лососевих. Розвивається з проміжним хазяїном — трубочником звичайним.
До 1984 року цикл розвитку паразита був невідомий.
У життєвому циклі присутні фази трофозоїту та інвазійної спори. Трофозоїт — це амебоподібна клітина. Спори мікроскопічні, діаметром 7,5-8,5 мкм, мають дві закруглені полярними капсули..
Найбільший економічний збиток вертячка здійснює для популяцій пструга райдужного в США, більш стійкою є палія американська, пструг струмковий є найменш вразливим до міксозомозу.